# Об устранении излишеств в проектировании и строительстве

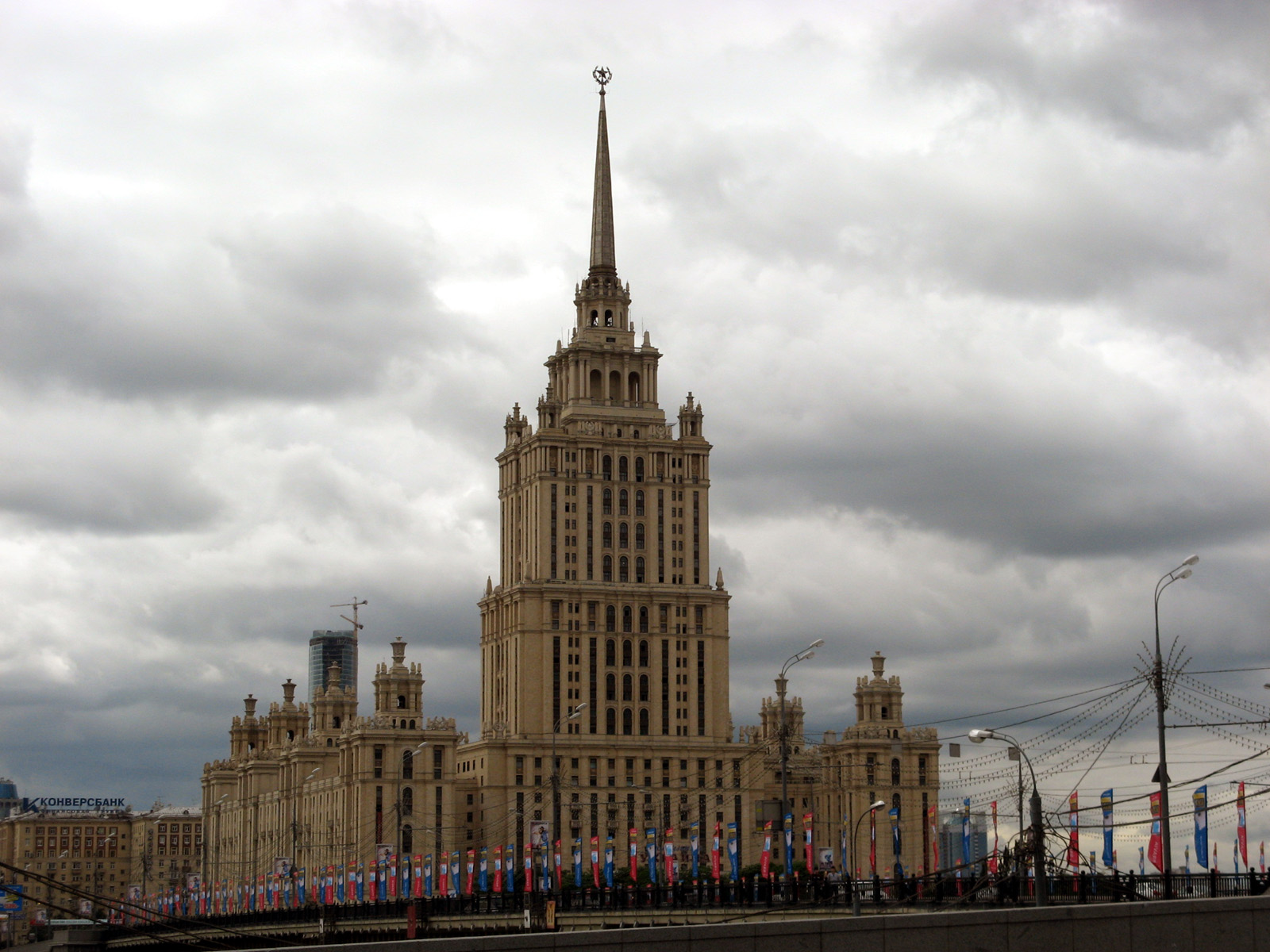
Гостиница «Украина», годы строительства 1953—1957

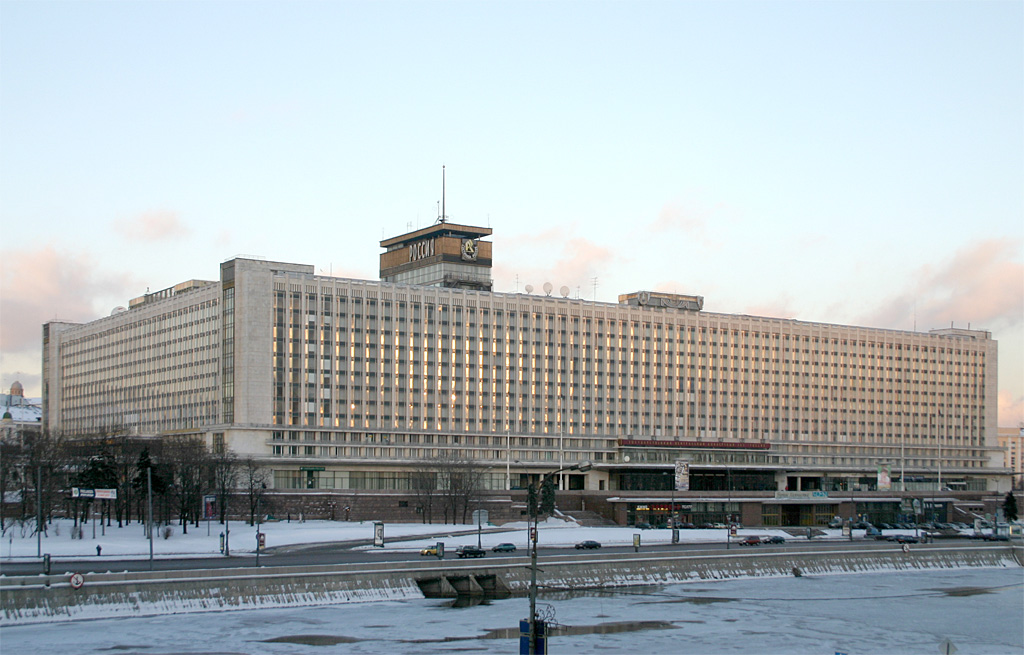
Гостиница «Россия», годы строительства 1964—1967

«Об устранении излишеств в проектировании и строительстве» — название Постановления № 1871 ЦК КПСС и Совета Министров СССР от 4 ноября 1955 года, которое одномоментно завершило эпоху советского монументального классицизма («сталинского ампира») в проектировании и строительстве зданий и различных сооружений в СССР
На смену данному архитектурному стилю пришла функциональная типовая архитектура, которая с теми или иными изменениями просуществовала до конца существования советского государства.

## История принятия
После смерти Иосифа Сталина 5 марта 1953 года отношение советского руководства к архитектуре и гражданскому строительству поменялось.
7 декабря 1954 года на Всесоюзном совещании строителей «практика украшательства в архитектуре была подвергнута резкой критике. Было решено всемерно развивать индустриальные методы строительства и типовое проектирование, повышать темпы строительства и увеличивать его экономичность».
Внешне-показная сторона архитектуры, изобилующая большими излишествами», характерная для сталинской эпохи, теперь «не соответствует линии Партии и Правительства в архитектурно-строительном деле. … Советской архитектуре должна быть свойственна простота, строгость форм и экономичность решений.
Здания потеряли свою эстетичность и индивидуальность. Взамен этому резко увеличилась экономичность и строгая функциональность, что позволило обеспечить всех жильём.
В результате этого совещания пышность зданий немного уменьшилась, но стиль и общие формы остались прежними. Поэтому 4 ноября 1955 года официально было принято упомянутое постановление. Уже начатые стройки были заморожены или закрыты (например, на фундаменте недостроенной высотки была построена индустриальная гостиница «Россия»). Результаты его реализации стали ощущаться через несколько лет.
Стали появляться и так называемые срочно доработанные архитектурные проекты. Здания уже строились, однако с них в приказном порядке убиралось максимальное количество архитектурного декора, если это было технически возможно. Были и более серьёзные случаи, когда из-за таких пересмотров строительство зданий останавливалось и возобновлялось по пересмотренным проектам через годы. Например, в Минске Дворец культуры тракторного завода и Дворец культуры камвольного комбината строились в 1954—1956 годах до принятия постановления, а затем строительство было заморожено до 1960 года, на окончательное возведение потребовалось ещё пять лет; начатый в 1952 году главный корпус Челябинского политехнического института был завершён в 1960 году в усеченном виде без верхних этажей и малофункциональной башни со шпилем, надстроенных лишь в 2003 году.
Порой борьба с излишествами доходила до вопиющих случаев. Так, в 1949 году за проект «Дома работников МГБ» архитектор Евгений Рыбицкий был награждён Сталинской премией третьей степени, однако уже в 1952 году из-за выразительного декора и высокой стоимости дом начал подвергаться критике, а в 1955 году Рыбицкий был лишён премии «за излишества в проектировании».
По мнению Александра Зиновьева, «вмешательство руководства страны и партийных чиновников в архитектурное проектирование было делом некомпетентным. Этот фактор на протяжении нескольких десятилетий не давал развиваться другим стилям, отдалял советскую архитектуру от общемировых тенденций. Если при Сталине требовалась переработка античного наследия и архитектуры Ренессанса, с обязательными колоннами, портиками, карнизами, то при Хрущёве, наоборот, был возможен только голый функционализм».
Благодаря постановлению в русский язык вошло устойчивое выражение «архитектурные излишества», применяющееся обычно в переносном смысле.

## Последствия на транспорте
После выхода постановления в Ленинградском метрополитене в целях экономии было решено строить Московско-Петроградскую линию под приём 6-вагонных составов вместо 8-вагонных, как на Кировско-Выборгской, что, по мере увеличения количества вагонов в составе поездов (с изначальных 4 до 6), сказалось на пропускной способности (загруженности) Московско-Петроградской линии в худшую сторону. С постановлением также связано появление станций закрытого типа, впоследствии оказавшихся дорогими в эксплуатации, вследствие чего от них отказались в пользу односводчатых станций глубокого заложения. Кроме того, для Московско-Петроградской и ещё одной линии, на которой расположены станции закрытого типа — Невско-Василеостровской (тоже рассчитанной на 6-вагонные составы), необходим индивидуальный подвижной состав, расположение дверей которого в точности повторяет их расположение на станции. По этой причине в 1960-х годах линиям не подошли вагоны типа «Е», имевшие, по сравнению с предыдущим типом вагонов «Д», иную планировку, в связи с чем Мытищинскому машиностроительному заводу пришлось конструировать их усовершенствованную (модернизированную) версию — Ем.
На Московском метрополитене, открытом до выхода постановления (15 мая 1935 года), оно сказалось на дизайне станций без уменьшения длины платформ на новых линиях.
Также в целях экономии при проектировании была сокращена длина станций Новосибирского метрополитена под приём 5-вагонных составов (до начала поставок поездов «Ермак» ходят 4-вагонные) вместо изначально планировавшихся шести.